# الإسلام في لاتفيا
سُجل أول وجود للمسلمين في لاتفيا في أوائل القرن التاسع عشر. وكان مسلمو لاتفيا في معظمهم آنذاك من ذوي الخلفيات التترية والتركية الذين جُلبوا إلى لاتفيا رغم إرداتهم؛ إذ كان منهم أسرى حرب أتراك أُسروا في حرب القرم والحرب الروسية العثمانية التي جرت بين عامي 1877 و1878. فقد نُقل حوالي مائة أسير تركي بعد الحرب الروسية العثمانية إلى مدينة سيسيس اللاتفية، لقي حوالي الثلاثين منهم حتفهم من جراء الظروف الجوية القاسية في ظل عدم وجود أي وسائل لتدفئتهم أو حمايتهم من البرد.

## القرن العشرون
في سنة 1902 تأسس تجمع إسلامي في لاتفيا وحصل على اعتراف الحكومة اللاتفية. وقد انتخب هذا التجمع إبراهيم داوودوف قائدًا له، وافتُتح مصلى خاص به. وقد كان معظم المسلمين المقيمين في لاتفيا في أوائل القرن العشرين مجندين بالجيش الروسي، ترك معظمهم البلاد ذاهبين إلى موسكو بعد تسريحهم من الخدمة العسكرية.
وأثناء تكوين الاتحاد السوفييتي، وهربًا من الحرب الأهلية، فر الكثير من اللاجئين إلى لاتفيا، وكان منهم مسلمون من عرقيات مختلفة. غير أن اللاتفيين كانوا يطلقون عليهم لفظ «التُرك». 

## الآن
بلغ عدد المسلمين في لاتفيا وفقًا لتقديرات مركز بيو الأمريكي للدراسات عام 2009 ما يقارب الألفي مسلم.